# Lad de døde hvile
Lad de døde hvile er en dansk ungdomsgyserkomedie instrueret af Sohail A. Hassan

## Medvirkende
- Baard Owe som Bartholinus
- Danny Thykær som Anton
- Klaus Messerschmidt Hjuler  som	Pedel Jens
- Sidse Kinnerup som Louise
- Razi Irawani  som Amir
- Sasja Gabriella Kobberø som Pige
- Jannick Raunow som Præst
- Gustav Søgaard Jakobsen som Mads
- Claus Raasted som Soldaterkaptajn
- Stine Ruge som Signe
- Sarah Maria Fritsche som Anna
- Jakob Hasselstrøm som Jimmy
- Sigurd Barrett som Gymnasielærer
- Annasofie Yde Poulsen som Pige
- Leonora Alkærsig Nielsen  som Sille
- Liza Westh-Larsen som Pige
- Téo Lepetit som Sebastian